# Warcraft
Warcraft, також Варкрафт або Воркрафт (укр. Воєнне ремесло) — медіафраншиза, до якої входять відеоігри, романи, комікси, манґа тощо, створена американською компанією Blizzard Entertainment. Серія відеоігор складається з шести головних проєктів: Warcraft: Orcs & Humans, Warcraft II: Tides of Darkness, Warcraft III: Reign of Chaos, World of Warcraft, Hearthstone, та Warcraft Rumble. Перші три гри це стратегії в реальному часі, де гравці-суперники керують віртуальними військами у битвах один проти одного або проти ворога, керованого штучним інтелектом. Четверта та найбільш продавана гра франшизи це багатокористувацька онлайнова рольова гра (MMORPG), де гравці контролюють власного персонажа та взаємодіє з персонажами інших людей у віртуальному світі.
Доповнення були випущені для таких ігор, як: Warcraft II: Tides of Darkness (Beyond the Dark Portal), Warcraft III: Reign of Chaos (The Frozen Throne) та World of Warcraft (The Burning Crusade, Wrath of the Lich King, Cataclysm, Mists of Pandaria, Warlords of Draenor, Legion, Battle for Azeroth, Shadowlands та Dragonflight). Десяте, одинадцяте та дванадцяте доповнення до World of Warcraft (The War Within, Midnight та The Last Titan) були анонсовані восени 2023 року.
2 листопада 2018 року на BlizzCon 2018 року оголошено про розробку оновленої версії (ремастеру) відеогри Warcraft III під назвою Warcraft III: Reforged, в якій було покращено тривимірні моделі персонажів та уся графічна складова та яка мала вийти у 2019 році. Офіційний випуск гри стався 28 січня 2020 року.
Усі перелічені ігри серії відбуваються у фентезійному світі, що зветься Азеротом. Попервах у центрі сюжету ігор знаходились люди, що складали Східні Королівства, та орки, чия Орда прийшла з навалою на Азерот через темний портал — саме так почалися великі війни. Орки походять з іншого світу, який має назву Дренор, що розколовся на частини внаслідок дії демонічної магії у грі Warcraft II, після чого цей світ почав мати назву Позамежжя. Пізніше Азерот був розширений до багатьох нових континентів: Калімдор, Нортренд, Пандарія, Розколоті острови, Кул-Тірас, Зандалар та Драконячі острови. Таке розширення дозволило впровадити нічних ельфів, тауренів, пандаренів та інших основних рас у всесвіт. У світі Азероту також представлені традиційні фентезійні раси: ельфи, дворфи, гноми, орки та тролі. Гравці можуть грати за всі перелічені раси, що незвично для жанру, бо тролі та орки зазвичай у фентезі предстають як лиходії, з якими борються люди та дружні до людей раси.
Згодом серія породила багато книг та інших медіатворів, покриваючи широкий діапазон персонажів та подій у світі Warcraft. Була створена колекційна карткова гра, яка пропонувала тим, хто купував пакунки з картами («бустери»), шанс отримати доступ до обмеженого внутрішньоігрового вмісту у World of Warcraft. Паралельно з книжками випускалися комікси, що висвітлювати окремі частини сюжетної лінії всесвіту. Недовго існував часопис, доступний лише через передплату в Інтернеті, але випуск якого був спинений після виходу п'яти випусків. У 2016 році вийшла екранізація «Warcraft: Початок». Також інтерактивні твори серії є популярними дисциплінами кіберспорту.
| 1994 | Warcraft: Orcs & Humans                                                           |
| 1995 | Warcraft II: Tides of Darkness                                                    |
| 1996 | Warcraft II: Beyond the Dark Portal                                               |
| 1997 |                                                                                   |
| 1998 |                                                                                   |
| 1999 | Warcraft II: Battle.net Edition                                                   |
| 2000 |                                                                                   |
| 2001 |                                                                                   |
| 2002 | Warcraft III: Reign of Chaos                                                      |
| 2003 | Warcraft III: The Frozen Throne                                                   |
| 2004 | World of Warcraft                                                                 |
| 2005 |                                                                                   |
| 2006 |                                                                                   |
| 2007 | World of Warcraft: The Burning Crusade                                            |
| 2008 | World of Warcraft: Wrath of the Lich King                                         |
| 2009 |                                                                                   |
| 2010 | World of Warcraft: Cataclysm                                                      |
| 2011 |                                                                                   |
| 2012 | World of Warcraft: Mists of Pandaria                                              |
| 2013 |                                                                                   |
| 2014 | Hearthstone World of Warcraft: Warlords of Draenor                                |
| 2015 |                                                                                   |
| 2016 | World of Warcraft: Legion                                                         |
| 2017 |                                                                                   |
| 2018 | World of Warcraft: Battle for Azeroth                                             |
| 2019 | World of Warcraft Classic                                                         |
| 2020 | Warcraft III: Reforged World of Warcraft: Shadowlands                             |
| 2021 | World of Warcraft: Burning Crusade Classic                                        |
| 2022 | World of Warcraft: Wrath of the Lich King Classic World of Warcraft: Dragonflight |
| 2023 | Warcraft Rumble                                                                   |
| 2024 | World of Warcraft: Cataclysm Classic World of Warcraft: The War Within            |
| TBA  | World of Warcraft: Midnight World of Warcraft: The Last Titan                     |

## Ігри серії

### Стратегії в реальному часі (RTS)
- Warcraft: Orcs & Humans (1994)
- Warcraft II: Tides of Darkness (1995)
  - Warcraft II: Beyond the Dark Portal (1996)
  - Warcraft II: Battle.net Edition (1999)
- Warcraft III: Reign of Chaos (2002)
  - Warcraft III: The Frozen Throne (2003)
  - Warcraft III: Reforged (2018)

### Багатокористувацькі онлайнові рольові ігри (MMORPG)
- World of Warcraft (2004):
  - World of Warcraft: The Burning Crusade (2007)
  - World of Warcraft: Wrath of the Lich King (2008)
  - World of Warcraft: Cataclysm (2010)
  - World of Warcraft: Mists of Pandaria (2012)
  - World of Warcraft: Warlords of Draenor (2014)
  - World of Warcraft: Legion (2016)
  - World of Warcraft: Battle for Azeroth (2017)
  - World of Warcraft: Shadowlands (2019)
  - World of Warcraft: Dragonflight (2022)
  - World of Warcraft: The War Within (2024)
  - World of Warcraft: Midnight (TBA)
  - World of Warcraft: The Last Titan (TBA)

### «Вказати й натиснути»
- Warcraft Adventures: Lord of the Clans (скасована; неофіційно видана у 2016 році)

### Карткові ігри
- Hearthstone (2014)

## Пов'язана продукція

### Настільні ігри
- Warcraft: The Board Game — стратегічна настільна гра від Fantasy Flight Games, заснована на Warcraft III.
- Warcraft: The Roleplaying Game — рольова гра від Sword & Sorcery Studios.
- World of Warcraft: The Board Game — настільна гра, заснована на World of Warcraft, від Flight Games.
- World of Warcraft: The Adventure Game — настільна гра, заснована на World of Warcraft, від Flight Games.
- World of Warcraft Miniatures Game — воєнна гра з мініатюрами, заснований на World of Warcraft, від Upper Deck Entertainment.

### Колекційні карткові ігри
- World of Warcraft Trading Card Game (2006—2013)[15]

#### Романи
- World of Warcraft: Кров'ю і честю (2001)
- World of Warcraft: День дракона (2001)
- World of Warcraft: Володар Кланів (2001)[16]
- World of Warcraft: Останній вартівник (2002)[17]
- World of Warcraft: Війна древніх:
  - Колодязь вічності (2004)[18]
  - Душа демона (2004)[19]
  - The Sundering (2005)
  - War of the Ancients Archive (2007)
- World of Warcraft: Cycle of Hatred (2006)
- Warcraft Archive (2006)
- World of Warcraft: Хроніки війни (2010):
  - World of Warcraft: Народження Орди (2006)[20]
  - World of Warcraft: Припливи пітьми (2007)[21]
  - World of Warcraft: Потойбіч Темного Порталу (2008)[22]
- World of Warcraft: Night of the Dragon (2008)
- World of Warcraft: Arthas: Rise of the Lich King (2009)
- World of Warcraft: Stormrage (2010)
- World of Warcraft: The Shattering: Prelude to Cataclysm (2010)
- World of Warcraft: Thrall: Twilight of the Aspects (2011)
- World of Warcraft: Wolfheart (2012)
- World of Warcraft: Jaina Proudmoore: Tides of War (2012)
- World of Warcraft: Vol'jin: Shadows of the Horde (2013)
- World of Warcraft: Dawn of the Aspects Parts I—V (2013)
- World of Warcraft: Paragons (2014)
- World of Warcraft: War Crimes (2014)
- World of Warcraft: Destination Pandaria (2014)
- World of Warcraft: Chronicle Volume 1 (2016)
- World of Warcraft: Illidan (2016)
- Warcraft: Durotan — The Official Film Prequel (2016)
- Warcraft: The Official Novelization (2016)
- World of Warcraft: Traveler (2016)
- World of Warcraft: Chronicle Volume 2 (2017)
- World of Warcraft: Chronicle Volume 3 (2018)
- World of Warcraft: Traveller: The Spiral Path (2018)
- World of Warcraft: Before the Storm (2018)
- World of Warcraft: Traveller: The Shining Blade (2019)
- World of Warcraft: Shadows Rising (2020)
- World of Warcraft: Sylvanas (2022)

#### Комікси
- World of Warcraft (2007—2009)
- World of Warcraft: Спопелитель (2008—2009)[23]
- World of Warcraft: Curse of the Worgen (9 жовтня 2012)
- World of Warcraft: Pearl of Pandaria (25 вересня 2012)
- World of Warcraft: Dark Riders (7 травня 2013)
- World of Warcraft: Bloodsworn (13 серпня 2013)
- World of Warcraft: Маґні — Камінне серце (2017)[24]
- World of Warcraft: Ноченароджені — Сутінки Сурамара (2017)[25]
- World of Warcraft: Високогір'я — Розколота гора (2017)[26]
- World of Warcraft: Андуїн — Син Вовка (2017)[27]
- World of Warcraft: Джайна — Возз'єднання (2018)[28]
- World of Warcraft: Маґні — Вісник (2018)[29]
- World of Warcraft: Вітрогін — Три сестри (2018)[30]
- World of Warcraft: Мехаґон (2018)

Повісті
- World of Warcraft: Темне дзеркало (2017)[31]

#### Манґа
- Warcraft: The Sunwell Trilogy 
  - Dragon Hunt (березень 2005)
  - Shadows of Ice (березень 2006)
  - Ghostlands (березень 2007)
- Warcraft: Legends (2008—2009)
- World of Warcraft: Death Knight (1 листопада 2009)
- World of Warcraft: Mage (1 червня 2010)
- World of Warcraft: Shaman (28 вересня 2010)
- World of Warcraft: Shadow Wing
  - The Dragons of Outland (червень 2010)
  - Nexus Point (березень 2011)

### Фільми
- «Warcraft: Початок» (2016) — фільм, заснований на грі Warcraft: Orcs and Humans та романі «World of Warcraft: Останній Вартівник». З низкою відмінностей від канону оповідає історію Першої війни та паралельних подій.